# Vicente Sanchís Sanz
Vicente Sanchís Sanz (Alacúas (Valencia), 1939) is een Spaans componist en dirigent. Hij is de oudere broer van de componist, muziekpedagoog en dirigent Bernabé Sanchís Sanz.

## Levensloop
Sanchís Sanz studeerde muziek aan het Conservatorio Superior de Música "Joaquin Rodrigo" in Valencia en aan het Conservatorio Superior de Música de Santa Cruz de Tenerife in Santa Cuz de Tenerife. Hij werd onderscheiden met de Medaille van het Tweede Vaticaans Concilie (1962-1965) door Paus Paulus VI, de gouden medaille van het parlement van Belo Horizonte (Brazilië), de gouden medaille van de Colombiaanse stad Cali. Hij is ereburger van Isla Cristina.
Hij was gast-dirigent van het Orquesta Filarmónica de Bogotá en van Sinfónica de Tolima. Tegenwoordig is hij dirigent van de Banda Municipal de Música de Huelva en naast de Coral Polifónica de Tomares dirigeert hij ook nog andere koren. Hij was dirigent van de Banda de Música Sociedad Musical Ayorense de Ayora, de Sociedad Musical de su pueblo natal “La Lírica” Silla (Valencia), de Banda de Música Societat Musical l'Om de Picassent en de Banda de Música Isleña de Isla Cristina.
Als componist schreef hij werken voor koren en harmonieorkest.

### Werken voor harmonieorkesten
- 2000 - Sinfonía "Mar de Almendros" (samen met Bernabé Sanchís Sanz) (verplicht werk in de "Seción Primera" tijdens het Certamen International de Bandas de Música - Ciudad de Valencia in 2002)
- Ciudad de Alicante, paso-doble
- Zufre, paso-doble